# Часы Фишера
Часы Фишера — разновидность шахматных часов, предложенная и запатентованная одиннадцатым чемпионом мира по шахматам Робертом Фишером.
«Часы Фишера» основаны на идее уравнять шансы соперников, когда в цейтноте «висит флажок». Из-за нехватки времени выигрышная позиция может обернуться ничьей или даже проигрышем. «Часы Фишера» добавляют определённое количество секунд за каждый сделанный ход. Таким образом, если укладываться в этот лимит, то «флажок» на часах никогда не упадёт. Более того, не потраченные секунды накапливаются, и вместо уменьшения оставшегося времени может произойти его прибавка. Теоретически шахматист-перворазрядник с «часами Фишера» в силах довести до финала любую технически выигрышную позицию.
«Часы Фишера» раньше «случайных шахмат Фишера» получили поддержку в международной организации ФИДЕ. Впервые новый контроль времени и новые часы были применены в 1992 году в матче Фишер — Спасский (Югославия).
Известны любительские конструкции «часов Фишера», использующие персональный компьютер со стандартной клавиатурой или с блоком переключателей, подключаемых к LPT- или COM-порту.